# 艾倫斯格羅夫鎮區 (愛荷華州斯科特縣)
艾倫斯格羅斯鎮區（英語：Allens Grove Township）是位於美國愛荷華州斯科特縣的一個行政鎮區。

## 地方資料
根據2010年美國人口普查的數據，艾倫斯格羅斯鎮區的面積為71.86平方千米，當中陸地面積為71.53平方千米，而水域面積為0.33平方千米。當地共有人口1017人，而人口密度為每平方千米14.15人。